# SimCity (jogo eletrônico de 1989)
SimCity também conhecido como SimCity clássico, é um videogame de simulação de construção de cidade desenvolvido por Will Wright e lançado para várias plataformas de 1989 a 1991. O SimCity apresenta gráficos bidimensionais e uma perspectiva aérea. O objetivo do jogo é criar uma cidade, desenvolver áreas residenciais e industriais, construir infraestrutura e arrecadar impostos para o desenvolvimento da cidade. É importante aumentar o padrão de vida da população, manter um equilíbrio entre os diferentes setores e monitorar a situação ambiental da região para impedir que o assentamento decaia e vá à falência.
O SimCity recebeu avaliações positivas da crítica por sua jogabilidade inovadora e viciante, apesar da ausência de elementos de jogo de plataforma ou atirador. Os revisores consideraram o jogo instrutivo e útil para a compreensão do jogador sobre os conceitos básicos de planejamento urbano, política e economia. O SimCity recebeu inúmeros prêmios de várias editoras e associações. O sucesso do SimCity marcou o início do gênero de simulação urbana de videogames, bem como a tradição da editora Maxis de produzir jogos de simulação não lineares, um dos quais — The Sims — superaria todos os seus antecessores em popularidade e se tornaria uma das mais vendidas franquias na indústria de videogames.

## Desenvolvimento
O SimCity original foi lançado em 1989, mas a sua história começa quatro anos antes. Em 1985, o então desconhecido Will Wright lançou o jogo chamado "Raid On Bungeling Bay" para as plataformas Commodore 64, MSX e NES. O objetivo deste consistia em controlar um helicóptero carregado de mísseis e metralhadoras e destruir arquipélagos onde baterias anti-aéreas se defendiam, tentando derrubá-lo. Durante o longo período de desenvolvimento do jogo, Will teve que criar diversos e variados mapas num editor de terrenos. Logo ele percebeu que se sentia muito mais à vontade construindo cidades do que destruindo-as. Foi então que lhe veio uma ideia: "Por que não criar um jogo onde se pode construir e gerir uma cidade sem ter que destruí-la?"
Inspirado na ideia de criar uma cidade sem destruição (embora o recurso de desastres permita fazê-lo), Will Wright passou quase todo o ano de 1985 criando a primeira versão do SimCity para o sistema Commodore 64. Porém, esta versão teria de aguardar ainda quatro anos antes de chegar às lojas.
Em 1987, Will Wright associou-se com Jeff Braun para fundar a Maxis (empresa que hoje pertence à EA Games) e desenvolver o primeiro jogo da série: o SimCity (hoje conhecido como SimCity Classic). Um problema porém impedia os dois amigos de colocar o jogo no mercado: não conseguiam convencer as produtoras de jogos que o SimCity teria uma boa vendagem.

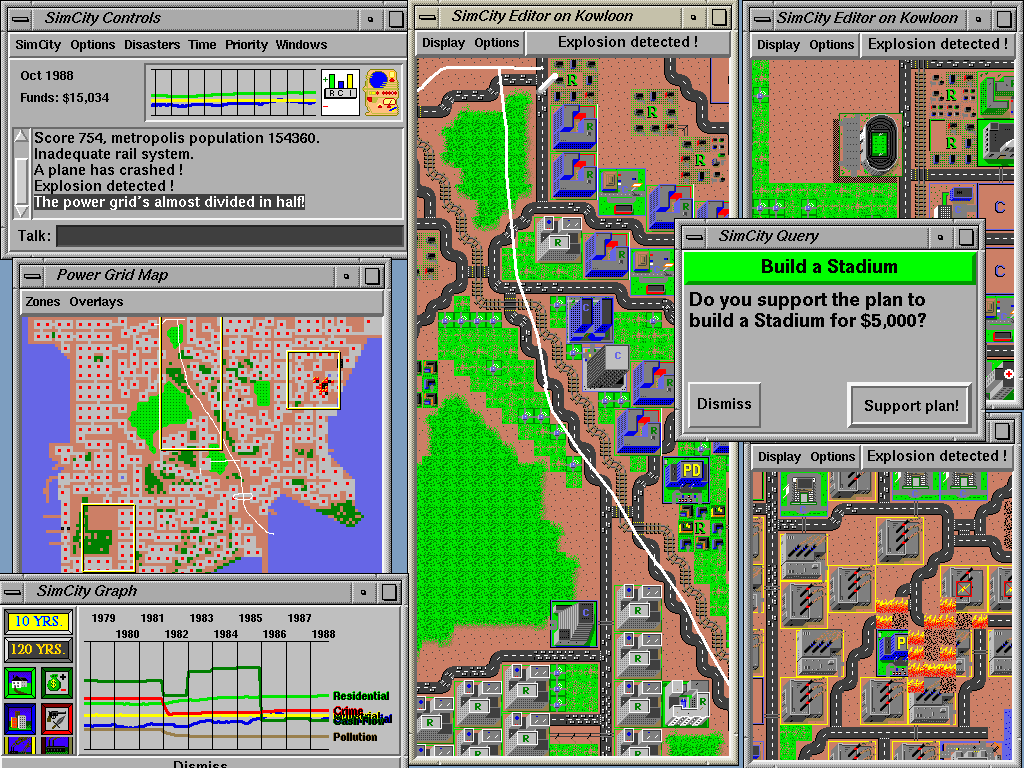
Modo multiplayer de SimCity rodando num SGI Indigo.

Em 1989, após um longo período de insucessos na busca de alguém para produzir o jogo, uma produtora, a Brøderbund se interessou pela ideia e lançou as versões para Macintosh e Amiga. Só depois foram lançados para DOS e Commodore 64. As vendas do jogo não foram um sucesso imediato e, no princípio, os próprios Will e Jeff prestavam o suporte a partir dos seus apartamentos. Mais tarde, a fama do jogo foi-se espalhando de boca em boca, até que finalmente uma reportagem da revista Newsweek fez as vendas dispararem. O conceito de simulação era novo na época e o jogo foi comprado por diversas escolas devido ao seu valor educacional. O sucesso comercial foi tal que foram lançadas expansões ainda em 1989, permitindo editar o terreno e modificar os estilos de construções para futuristas ou históricos.
Em relação à jogabilidade, o jogo já possuía as características barras RCI (Residencial-Comercial-Indutrial), usinas de energia elétrica, delegacias de polícia, quartéis de bombeiros, zonas residenciais, comerciais e industriais e gráficos que indicavam criminalidade e outros factores da cidade, bem como a tabela de orçamento. A visão do jogador simulava uma vista aérea de quase 90 graus, permitindo planejar o urbanismo. Os desastres eram a melhor maneira de quebrar a rotina e podia-se escolher entre incêndio, inundação, acidente aéreo, poluição, tornado, congestionamento, naufrágio, terremotos e monstro. Além desses desastres, havia ainda outros dois só disponíveis no modo cenário: a explosão nuclear e o ataque de OVNIs - sendo que, dependendo da montagem da cidade, a explosão nuclear poderia ocorrer automaticamente.

## Edições e outras versões
O SimCity teria ainda em 1992, ano do lançamento do SimCity 2000, uma versão chamada SimCity Enhanced Cinematic Multimedia, lançada pela Interplay. Esta versão possuía mais que a versão original: diversas vozes digitalizadas que eram emitidas para os jogadores sempre que estes clicavam em algum botão do Menu indicando para que eles serviam. Vídeos também a diferenciavam das anteriores e mostravam, por exemplo, um conselheiro (secretário municipal) arrancando os cabelos porque as suas finanças estavam no vermelho. a versão pode ser encontrada e baixada de graça na internet.
Uma versão mais incrementada do SimCity original foi lançada para SNES. Nesta, os gráficos eram superiores, as telas são super coloridas e existe muito movimento no jogo. Os usuários da SNES tiveram também uma exclusividade até hoje inigualada por nenhuma versão posterior nem mesmo o SimCity 4: estações do ano mudavam a aparência das telas com o passar do tempo, variando desde detalhes esverdeantes na primavera até uma paisagem branca no inverno.Um sistema de recompensas presente nesta versão foi copiado para incrementar bastante o jogo para SNES e outros mais. iam também lançar uma versão para NES mais ao saber que algo assim já existia decidiu lançar para outra plataforma.
Em 2008, a Tec Toy lançou uma versão do jogo para o Mega Drive 3.

## Recepção
SimCity foi um sucesso financeiro, vendendo um milhão de cópias no final de 1992. Nos Estados Unidos, foi o nono jogo de computador mais vendido de 1993 a 1999, com outras 830.000 unidades vendidas. Foi aclamado pela crítica e recebeu reconhecimento significativo dentro de um ano após seu lançamento inicial com a Entertainment Weekly atribuiu ao jogo uma nota de B+ o chamando de um "presente perfeito para prefeitos de grandes cidades que presidem infraestruturas em ruínas". Macworld, em sua análise, elogiaram seus gráficos e sua jogabilidade estratégica, chamando-o de "um jogo desafiador, dinâmico, realista e imprevisível" e observa como "à medida que a população cresce, as necessidades da cidade mudam". Sid Meier em 2008 chamado SimCity como um dos três mais importantes inovações da história videogame, como ele levou a outros jogos que incentivou os jogadores a criar, não destruir.
O Critic's Choice Award o nomeou como "o jogo do ano". Além disso, SimCity ganhou o Prêmio Origins para "Melhor estratégia de jogo de computador",de 1989.

### Reconhecimento e legado
Assim como seu sucessor SimCity tem sido nomeado como um dos melhores jogos de construção de todos os tempos e também um dos melhores jogos de todos os tempos. Foi nomeado nº 11 na lista dos "25 melhores jogos para PC de todos os tempos" pela IGN. O SimCity foi nomeado número 4 "Dez Maiores Jogos de PC de todos os tempos" pela PC World. Em 12 de março de 2007, o The New York Times informou que o SimCity foi nomeado para uma lista dos dez videogames mais importantes de todos os tempos, o chamado de cânone do gênero.
SimCity produziu várias sequências "Sim" jogos de vários tipos foram desenvolvidos - com Will Wright e Maxis desenvolver uma miríade de títulos, incluindo SimEarth , SimFarm ,SimTown ,Streets of SimCity , SimCopter ,SimAnt , SimLife ,SimIsle , SimTower ,SimPark ,SimSafari e The Sims ,que gerou a sua séries próprias ,bem como os SimsVille e SimMars (não lançados) . Eles também obtiveram licenças para alguns títulos desenvolvidos no Japão, como SimTower e Let's Take The A-Train (lançado como A-Train fora do Japão). Spore ,lançado em 2008, seria originalmente intitulado "SimEverything" - um nome que Will Wright pensou que poderia descrever com precisão o que estava tentando alcançar.
O SimCity inspirou um novo gênero de videogame. Foram desenvolvidos " brinquedos de software" abertos, sem objetivo definido, tentando duplicar o sucesso do SimCity .O mais bem sucedido foi definitivamente The Sims , de Wright , que passou a ser o jogo de computador mais vendido de todos os tempos. As ideias pioneiras no SimCity também foram incorporadas a aplicativos do mundo real, pois os desenvolvedores urbanos reconheceram que o design do jogo era "gamificação" do planejamento da cidade, integrando vários sistemas do mundo real para uma cidade ou região interagida para projetar crescimento ou mudança . Por exemplo, VisitorVillesimula uma cidade com base nas estatísticas do site. Vários projetos de melhoria de cidades do mundo real começaram com modelos inspirados no SimCity antes da implementação, principalmente com o surgimento de cidades inteligentes mais conectadas. Em 1990, o Providence Journal convidou cinco candidatos a prefeito de Providence, Rhode Island, para administrar uma cidade SimCity semelhante à cidade. Victoria Lederberg culpou sua perda nas primárias democratas pela descrição do jornal sobre seu fraco desempenho no jogo; o ex-prefeito Buddy Cianci ,o jogador de maior sucesso, venceu as eleições naquele ano.
A Biblioteca do Congresso aceitou uma proposta de preservação de videogame e começou com os jogos deste gênero, incluindo o SimCity.